# Xã Sharon, Quận Steele, Bắc Dakota
Xã Sharon (tiếng Anh: Sharon Township) là một xã thuộc quận Steele, tiểu bang Bắc Dakota, Hoa Kỳ. Năm 2010, dân số của xã này là 48 người.